# Programma TerraSAR-X
Il Programma TerraSAR-X è un progetto sviluppato dall'Agenzia Aerospaziale tedesca (DLR), supportata dal Ministero dell'Educazione e della Scienza (BMBF). Il TerraSAR-X fa parte di una nuova generazione di radar SAR, come il sistema italiano COSMO-SkyMed, capaci di ottenere risoluzioni fino ad un metro , mai precedentemente ottenute da sistemi satellitari commerciali .
La qualità dei dati è garantita dall'implementazione di nuove tecnologie che permettono:
- un'ottima risoluzione geometrica e radiometrica;
- utilizzo di doppia polarizzazione, (HH & VV, HH & HV o VV & HV), ottenuta tramite ricezione simultanea delle due polarizzazioni H e V;
- Multi-temporal imaging;
- accurato controllo dell'assetto e dell'orbita per applicazioni interferometriche con acquisizioni ripetute;
- modalità di acquisizione di immagini ScanSAR e sliding/staring Spotlight.

Il controllo della missione è gestito dal DLR che fornisce le infrastrutture necessarie per il Ground Segment mentre EADS Astrium si è occupato dello sviluppo, dell'assemblaggio e del lancio del satellite.
Il lancio del satellite è stato effettuato il 15 giugno 2007 dal cosmodromo di Baikonur, Kazakistan, con l'utilizzo di un razzo ucraino Dnepr-1 che ha portato il satellite in orbita all'altezza di 514,8 km. Solo quattro giorni dopo il lancio è stata ricevuta la prima immagine da Tsimlyanskoye (Russia). La durata prevista della missione è di cinque anni con l'obiettivo di raggiungere a pieno regime una durata di 6,5 anni.
TerraSAR-X percorre un'orbita eliosincrona alba-tramonto, muovendosi lungo il confine tra giorno e notte rivolgendo costantemente i pannelli solari verso il sole in modo da rendere possibile un continuo rifornimento di energia; può osservare qualsiasi punto della terra in massimo 4,5 giorni, il 90% della superficie in due giorni..

## Struttura

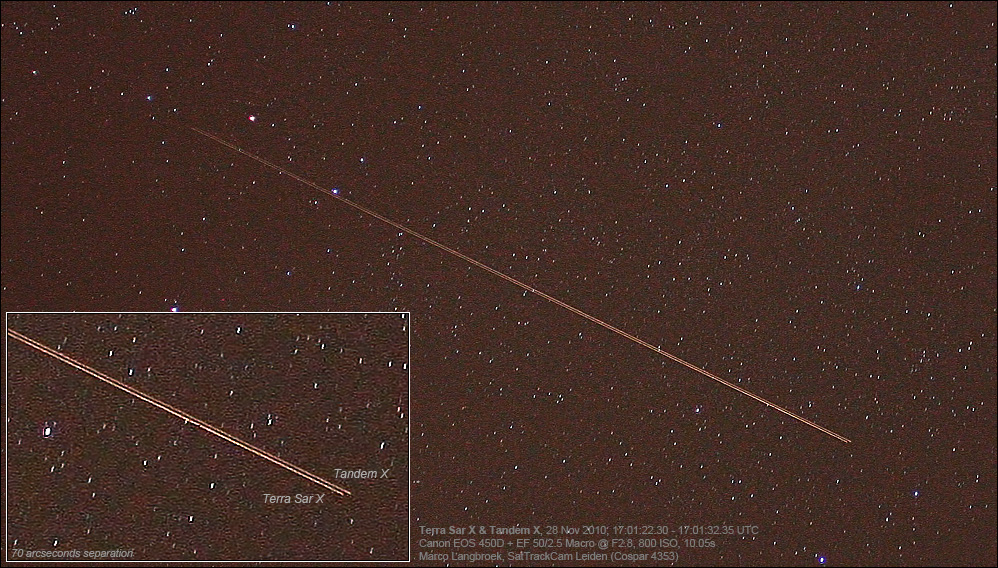
I satelliti TanDEM-X e TerraSAR-X in volo in formazione ravvicinata. (foto di Marco Langbroek, Leiden, Paesi Bassi). Il movimento è da destra in basso a sinistra in alto.

### Generatore solare
Il lato rivolto verso il sole è coperto da un pannello solare costituito a celle GaAs Triple Junction. Le celle a tripla giunzione sono formate da tre strati di materiali semiconduttori, fosfuro di indio/gallio su arseniuro di gallio su germanio (GaInP2/GaAs/Ge) raggiungendo prestazioni in efficienza di conversione pari al 32,3%. Il Solar array fornisce una potenza media orbitale di 800 Watt (a fine vita operativa) nelle condizioni peggiori di illuminazione, 1800 Watt di picco (ad inizio vita operativa). Il consumo ipotizzabile nel caso peggiore ipotizzabile nello scenario di imaging e downlink è di 600 Watt prevedendo così un margine accettabile.

### Assetto di volo
Il controllo dell'assetto di volo è effettuato dal GPS/Tracker system in condizioni normali e dal CESS (Corse Earth and Sun Sensor) in condizioni di sicurezza e durante l'acquisizione iniziale. In modalità di fine pointing si raggiunge un'accuratezza di 65 secondi d'arco. Il sistema di puntamento implementa un nuovo metodo “Total Zero Doppler” sviluppato dal DLR che combina il controllo di imbardata (yaw steering) con un controllo addizionale sul beccheggio (pitch steering) in modo da ottenere teoricamente zero Hertz in banda doppler sull'intero range di angoli di incidenza lungo l'orbita e contemporaneamente per la geometria di right-looking e left-looking migliorando le prestazioni del SAR processing. Il satellite è equipaggiato con 78 kg di combustibile (idrazina) per il sistema di propulsione e il controllo della posizione e dell'orbita sufficienti per 10 anni di attività.

### Gestione dei dati
Il sistema ICDE (Integrated Control and Data System Electronics), componente fondamentale dell'architettura è costituito da due moduli dotati di processore a 32 bit con prestazioni maggiori di 18 MIPS e memoria adibita a contenere i dati per l'assetto di volo e i software di gestione dei dati. ICDE utilizza UART (Universal Asynchronous Receiver/Transmitter) doppiamente orientati per interfacciarsi con tutti i dispositivi a bordo ad eccezione del LCT (Laser Communication Terminal). La massa del componente è di 12–18 kg e il consumo in potenza è di 15-30 Watt a seconda della configurazione selezionata.

#### Dati orbitali
- Ripetizione del ciclo: 11 giorni= 167 orbite
- Orbite per giorno: 15 2/11
- Attraversamento dell'equatore in fase ascendente: 18:00 ore ± 15 min.
- Altitudine all'equatore: 514.8 km
- Angolo di inclinazione: 97,44°
- Ampiezza semiasse maggiore: 6883,513 km
- Eccentricità: 0,0011- 0,0012
- Fase di perigeo: 90°

### Comunicazioni a radio frequenza
Per la ricezione dei comandi e per le trasmissioni telemetriche, è utilizzato un sistema standard S-Band TT&C con copertura di 360°. La trasmissione in mandata (frequenza 4 kBit/s, 2025-2110 MHz, modulazione BPSK) è criptata mentre non lo è in ricevimento (frequenza da 32 kBit/s a 1 Mbit/s, 2200-2400 MHz, modulazione BPSK). I dati generati dalle rilevazioni SAR sono memorizzati a bordo nell'unità SSMM (Solid State Mass Memory) di capacità pari a 256 gbit (EOL) prima di essere trasmessi (modulazione DQPSK) alla stazione ricevente alla frequenza di 300 Mbit/s attraverso XDA (X-band Downlink Assembly).
L'antenna utilizzata per il ricevimento di dati SAR, in banda X, è montata su un braccio di 3,3 m per evitare interferenze durante operazioni simultanee di radar imaging e trasmissione dei dati a terra. Anche la trasmissione dati in X-band è criptata. I dati SAR grezzi sono memorizzati ed in seguito compressi mediante quantizzazione BAQ (Block Adaptative Quantization). Il BAQ lavora su blocchi di 128 campioni consecutivi con fattore di compressione selezionabile tra 8, 4, 3, 2 bits per campione. All'occorrenza, il sistema è predisposto in modo da non effettuare alcuna compressione.

### Carico utile: LCT, TOR
Due esperimenti secondari sono condotti a bordo del satellite TS-X.

Il Laser Communication Terminal (LCT), costruito da TESAT, costituisce il futuro della trasmissione dati nello spazio attraverso l'utilizzo di frequenze ottiche. Il suo utilizzo permetterà lo spostamento di grandi quantità di dati verso terra in tempi ristretti e anche l'interfacciamento con altri satelliti; in via sperimentale esso è collegato ad uno strumento analogo in volo sul satellite NFIRE.

Il TOR (Tracking, Occultation and Ranging experiment) è costituito da un ricevitore GPS in doppia frequenza, IGOR (Integrated GPS Occultation Receiver). Il sistema GPS permette una determinazione dell'orbita con accuratezza superiore a 10 cm per ottenere un'ottima qualità delle immagini. IGOR inoltre è utilizzato per misurazioni sull'occultazione radio nell'atmosfera e nella ionosfera.

### Antenna
TSX-SAR è un radar ad apertura sintetica (SAR) costituito da un active phased array che lavora in banda-X; è disposto lungo la direzione dell'azimuth per 4,80 m per un'altezza 0,70 m; è diviso in tre moduli ognuno dei quali formato da 4 pannelli. I pannelli contengono 32 subarrays disposti orizzontalmente ognuno dei quali comprende un radiatore in guida d’onda per entrambi i tipi di polarizzazione HP e VP (Horizontal Polarization e Vertical Polarization). Tutti i 384 sub-arrays sono equipaggiati con modulo T/R (Trasmit/Receive) che permette il passaggio da un tipo all'altro di polarizzazione. In modalità toggle è possibile cambiare polarizzazione da impulso a impulso permettendo l'acquisizione simultanea di un'immagine in due polarizzazioni. Il dispositivo ACE (Antenna Control Electronics) che controlla il SAR consente in trasmissione e ricezione un controllo in tempo reale della forma del fascio di illuminazione, del puntamento (± 0,75° in azimuth, ± 20° in altezza) e della polarizzazione. Per ogni tipo di irradiazione dell'antenna esiste una combinazione predefinita tra le 256 configurazioni in altezza e le 256 configurazioni in azimuth; il coefficiente di eccitazione risultante viene trasmesso ai moduli T/R. L'ACE è gestito dal CE (Control Electronics) che provvede allo svolgimento delle seguenti funzioni:
- Generazione e trasmissione del segnale TX
- Ricezione e conversione A/D del segnale RX
- Buffering, compressione e formattazione dei dati SAR
- Controllo e sincronizzazione del SAR

Il segnale chirp trasmesso è prodotto da un generatore digitale che fa riferimento a 4 forme d'onda di lunghezza e banda (maggiore di 150 MHz) prestabilite conservate in memoria. È prevista in via sperimentale anche la generazione di quattro forme d'onda con banda maggiore di 300 MHz.
In ricezione sono presenti tre filtri anti-aliasing con frequenza di campionamento di 110, 165, 330 MHz di cui uno solo viene selezionato.

## Programma scientifico da terra
Il programma scientifico da terra della missione TerraSAR-X rappresenta l'elemento principale per il controllo e la gestione del satellite TSX; provvede alla calibrazione degli strumenti, all'archiviazione dei dati SAR e alla generazione e distribuzione dei prodotti ottenuti.
L'intero sistema di gestione è diviso tra il DLR ed EADS Infoterra che si occupa della distribuzione commerciale dei prodotti SAR.
Il programma TerraSAR-X è passato recentemente sotto l'amministrazione del DLR, che coordina i seguenti settori:
- MOS (Mission Operations Segment), stazione di Weilheim, guidato dal GSOC (German Space Operation Center)
- IOCS (Instrument Operation and Calibration Segment), Oberpfaffenhofen, sviluppato dal Microwaves and Radar Institute (IHR)
- PGS (Payload Ground Segment), stazione di Neustrelitz, creato da German Remote Sensing Data Center (DFD) e dal Remote Sensing Technology Institute (IMF).

Svolge le seguenti funzioni:
- pianificazione della missione
- controllo ed analisi dell'orbita
- telemetria del veicolo spaziale (in ricezione e trasmissione)
- ricezione e archiviazione dei dati,
- calibrazione e analisi delle prestazioni
- creazione e distribuzione dei prodotti per il settore scientifico

## Creazione e costruzione
Il satellite TS-X nasce dalle conoscenze scientifiche connesse alle missioni radar X-SAR (1994) e SRTM -Shuttle Radar Topography Mission- (2000) con l'obiettivo di fornire dati SAR in banda X multi-mode e con elevate prestazioni in risoluzione utilizzabili per analisi dettagliate in numerosi campi scientifici: idrologia, geologia, oceanografia, climatologia, cartografia e monitoraggio di inquinamento e disastri ambientali.
Il satellite TerraSAR-X è stato costruito da EADS Astrium GmbH, ispirandosi al modello di riferimento utilizzato nelle missioni Champ e Grace.
La struttura della sonda ha una lunghezza di 5 m e una sezione esagonale di 2,4 m in diametro per una massa di 1230 kg.

## Applicazioni
Le applicazioni terrestri della parte imaging del radar ad alta risoluzione TerraSAR-X includono le seguenti potenzialità:
- Topographic Mapping: aggiornamenti delle mappe in 2D e 3D, con scale fino a 1:25.000.
- Surface Movement: permette di visualizzare anche piccole variazioni della superficie terrestre causate da miniere a cielo aperto, estrazioni di gas o petrolifere, scavi sotterranei o per infrastrutture.[5]
- Change Detection: monitoraggio e documentazione delle variazioni collegate allo sviluppo di progetti per infrastrutture o costruzioni di grandi dimensioni.
- Land Cover and Land Use Mapping: informazioni accurate e aggiornate su trasformazioni della superficie terrestre anche in posti dove è altrimenti difficile ottenere informazioni con altre tecnologie a causa di una permanente copertura nuvolosa.
- Defence and Security Applications: pianificazione e rapida rilevazione di disastri naturali o provocati dall'uomo, attraverso la rilevazione di modifiche, schermature o oggetti in movimento.
- Rapid Emergency Response: data la frequenza dell'orbita di sorvolo, il TerraSAR-X è una fonte affidabile in caso di grandi disastri sia naturali che artificiali (terremoti, allagamenti, conflitti militari) perché permette di identificare rapidamente i danni arrecati alle infrastrutture delle zone molto popolate e quindi di coordinare gli interventi di soccorso.[6][7]
- Environmental applications: monitoraggio di foreste, della qualità dell'acqua o di inondazioni.[8]

Sono poi oggetto di esame anche altre applicazioni come il controllo del traffico, dell'ambiente marino e della vegetazione.